# BRIT Awards 2006
La XXVI edizione dei BRIT Awards si tenne nel 2006 presso l'Earls Court. Lo show venne condotto da Chris Evans.

## Vincitori
- Cantante maschile britannico: James Blunt
- Cantante femminile britannica: KT Tunstall
- Gruppo britannico: Kaiser Chiefs
- MasterCard British album: Coldplay - "X&Y"
- Singolo britannico: Coldplay - "Speed of Sound"
- Rivelazione britannica: Arctic Monkeys
- British urban act: Lemar
- British rock act: Kaiser Chiefs
- British live act: Kaiser Chiefs
- Pop act: James Blunt
- Cantante internazionale maschile: Kanye West
- Cantante internazionale femminile: Madonna premio presentato da Neil Tennant[1]
- Gruppo internazionale: Green Day
- Album internazionale: Green Day - "American Idiot"
- Rivelazione internazionale: Jack Johnson
- Straordinario contributo alla musica: Paul Weller